# FL Technics
 (janvier 2024).
L'article doit être relu — et modifié si nécessaire — par des contributeurs indépendants pour apporter un regard critique aux contributions effectuées en violation des conditions d'utilisation de Wikipédia, tant sur la forme (notamment concernant le style encyclopédique, la proportionnalité) que sur le fond (la neutralité de point de vue, la qualité et l'indépendance des sources).
 (janvier 2024).
FL Technics est un un fournisseur de services de maintenance, de réparation et de révision d'aéronefs (MRO). La société possède des installations de maintenance de base en Lituanie, en Indonésie et en Chine et fournit un support de maintenance en ligne en Europe, en Afrique, en Asie-Pacifique, dans la CEI.
FL Technics dessert une large gamme d'avions Boeing, Airbus, ATR, Embraer et d'autres types d'avions.
FL Technics fait partie du groupe Avia Solutions, dirigé par Jonas Janukenas, PDG. Zilvinas Lapinskas est le PDG de FL Technics.

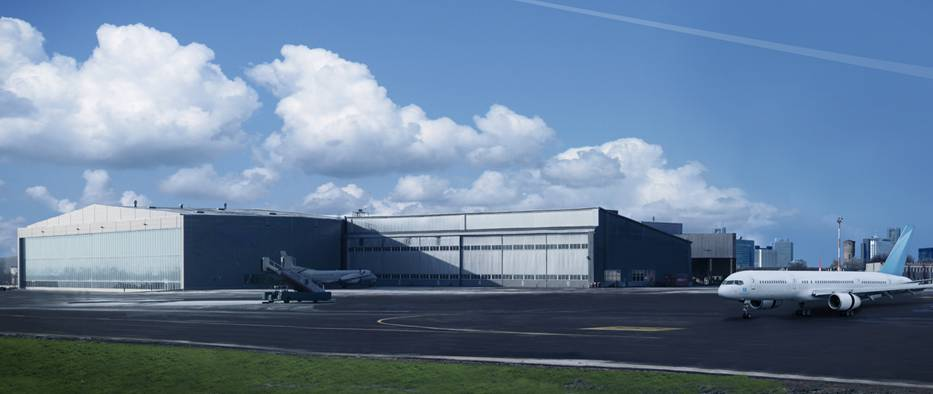
Le hangar de FL Technics à l’aéroport international de Vilnius

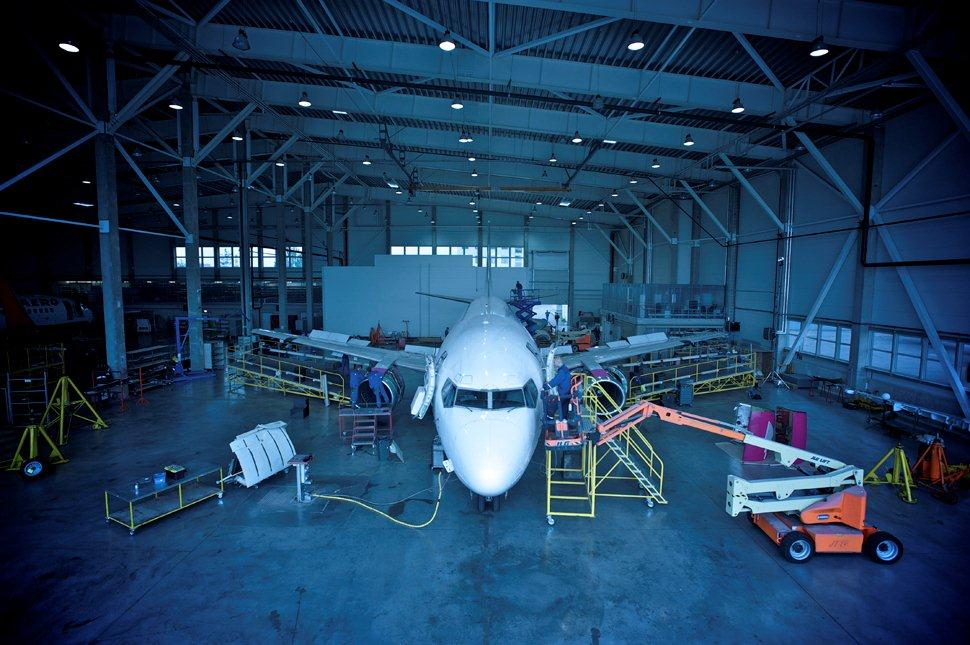
À l’intérieur du hangar de FL Technics à l’aéroport international de Vilnius

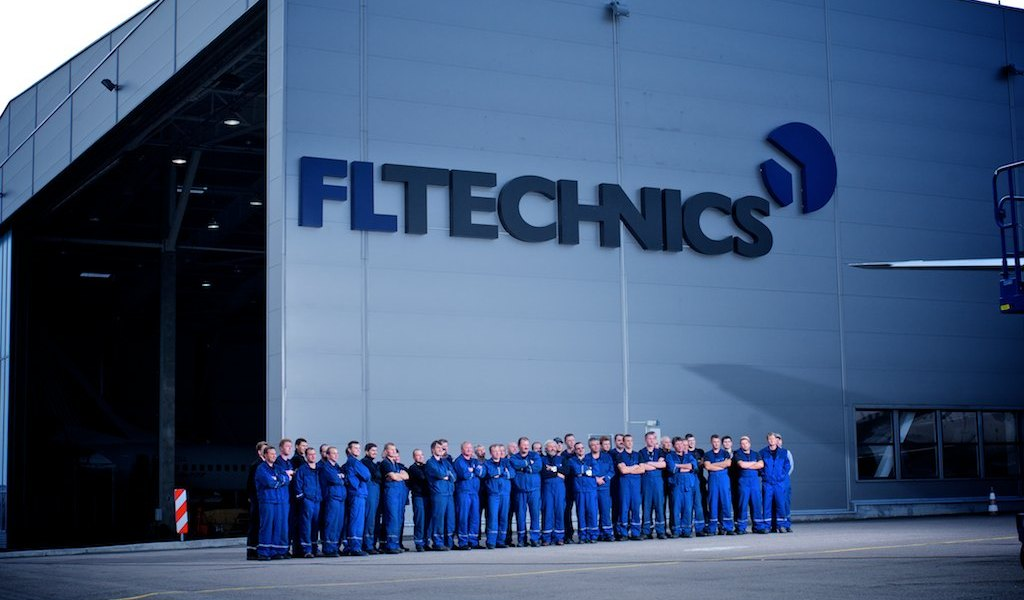
L’équipe de techniciens de FL Technics devant le hangar à l’aéroport international de Vilnius

## Histoire
L'entreprise a été fondée en Lituanie en 2005 et a ouvert son premier hangar à l'aéroport international de Vilnius.
En 2007, la société a ajouté un deuxième hangar à l'aéroport international de Vilnius. Depuis lors, FL Technics a occupé 2 hangars de maintenance d'aéronefs, un entrepôt et des installations d'arrière-boutique à l'aéroport international de Vilnius - 13 742 mètres carrés au total. Les hangars se composent de cinq stations de maintenance de cellule.
En mai 2009, la compagnie aérienne a signé un accord avec la compagnie aérienne slovaque Seagle Air sur la maintenance technique périodique du Boeing 737.
En juillet, la société a signé un accord de partenariat stratégique avec Costa Rican Aviation MRO pour fournir des services[source secondaire souhaitée].
En octobre, la société a signé des contrats avec Air Italy et Air Slovakia pour la maintenance.
À la fin de l'année, l'entreprise a été renommée FL Technics.
En juillet 2011, FL Technics a ajouté Wizz Air à sa liste de clients de maintenance en ligne. La société a commencé à fournir à Wizz Air un support de maintenance, ainsi que des services d'assistance. Le même mois, FL Technics a acquis 7 Boeing 737-300 d'AirAsia pour les démanteler en pièces et composants. L'avion a été démonté en Malaisie. Cette acquisition a permis à FL Technics de maintenir une gamme plus large de pièces détachées et de stocks de composants.
En septembre, FL Technics a acquis la société britannique Storm Aviation Limited. La société acquise a permis de fournir des services de maintenance pour les avions à fuselage étroit et large dans un réseau de 24 stations de ligne en Europe et dans la CEI. En septembre, FL Technics a également étendu son partenariat avec Europe Airpost pour fournir des services de maintenance.
En avril 2012, FL Technics a prolongé son partenariat avec la compagnie low-cost britannique easyJet, signant un contrat de maintenance en ligne de trois ans sur neuf Airbus A319.  En vertu de cet accord, la filiale de FL Technics, Storm Aviation, devait fournir un support de maintenance en ligne pour six avions Airbus A319 easyJet à l'aéroport de Manchester et également sécuriser la base easyJet à Newcastle (dans le nord-est de l'Angleterre ). En octobre, FL Technics a signé un accord d'assistance technique de trois ans avec la compagnie aérienne nationale afghane Ariana Afghan Airlines. 
En février 2013, FL Technics a signé un accord de partenariat avec le fournisseur de composants aéronautiques Seal Dynamics. En vertu de cet accord, FL Technics est devenu le représentant exclusif des ventes et du marketing de Seal Dynamics en Russie, dans la CEI et dans douze États d'Europe centrale et orientale.
En novembre, FL Technics a ouvert un bureau de représentation à Miami. Grâce à l'établissement d'un bureau de représentation en Floride, FL Technics a pu travailler directement avec des fournisseurs locaux,.

### Expansion en Asie
En septembre 2016, FL Technics a commencé à assurer un approvisionnement continu en pièces de rechange pour les cargos Boeing 737 du transporteur de fret K-Mile Asia,. En octobre, FL Technics a élargi la gamme de ses capacités de gestion du maintien de la navigabilité en ajoutant le type d'avion Airbus A330 à son homologation
En décembre, FL Technics a ouvert son hangar à l'aéroport Soekarno-Hatta à Jakarta,.

### Services pour les gros porteurs
En février 2017, FL Technics a lancé des services de maintenance de base et programmés pour les gros porteurs Airbus A330.
En mai, FL Technics est devenu un fournisseur agréé de grandes compagnies aériennes asiatiques, notamment Asiana Airlines, AirAsia X, Nok Air, Bangkok Airways, T'way Airlines et GMF AeroAsia d'Indonésie. Une équipe locale de service de pièces de rechange à Bangkok, en Thaïlande, ainsi qu'un comptoir AOG à Vilnius, en Lituanie, ont permis à FL Technics de fournir un service de pièces de rechange à ses clients asiatiques.
En décembre, FL Technics a signé avec deux marques du groupe Lufthansa : Germanwings et Swiss International Air,,.

### Nouveaux clients internationaux
En janvier 2018, FL Technics a signé un accord avec le transporteur national bulgare Bulgaria Air,.
En février, Lufthansa Group Eurowings Europe est devenu l'un des clients de FL Technics,.
En mars, FL Technics a signé un accord avec Corendon Dutch Airlines pour fournir des services de maintenance de base pour l'ensemble de sa flotte. La société a signé un accord avec WOW Air pour fournir des services de maintenance de base à deux Airbus A321 en avril 2018,,.
En septembre, le groupe Lufthansa a choisi FL Technics pour desservir 28 Airbus 320 puis pour ses Boeing 737NG.
En octobre 2018, China Aircraft Leasing Group (CALC), son unité Aircraft Recycling International (ARI) et FL Technics ont formé une coentreprise MRO, appelée FL ARI.

### Expansion
En février 2019, FL Technics a signé un accord de représentation exclusive avec la société française de solutions hydrauliques Deshons Hydraulique.
En février 2020, FL Technics a acquis le fournisseur italien de services de maintenance en ligne Flash Line Maintenance Srl, étendant son réseau de maintenance en ligne à 50 stations.
En août 2021, la filiale de FL Technics, Storm Aviation, a acquis Chevron Technical Services, basée à Manchester.

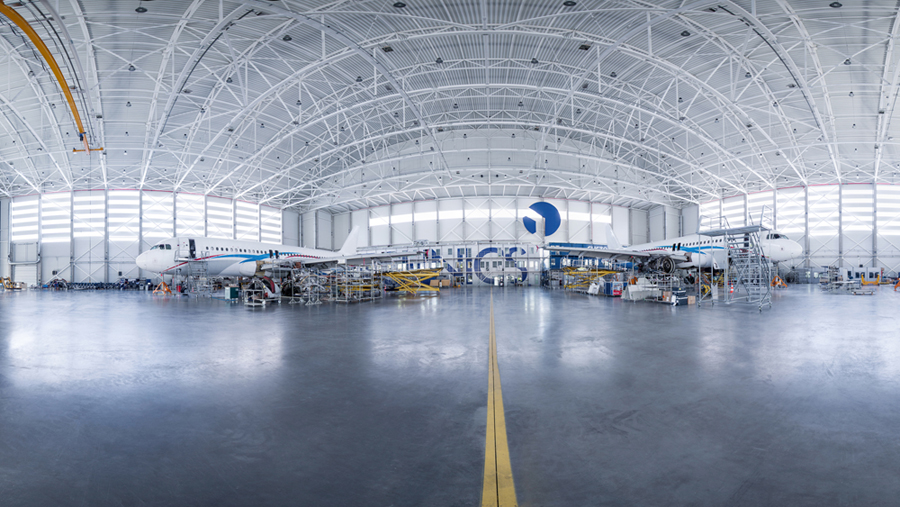
À l'intérieur du hangar FL Technics à l'aéroport de Kaunas

## Structures
- Vilnius (Lituanie): 4 aérogares étroites, plus de 13 742 m² de hangar et d’atelier[7].
- Kaunas (Lituanie): 5 climatiseurs à caissons étroits, plus de 8500 m² de hangar et d’atelier[42].
- Jakarta (Indonésie): 3 aérogares étroits, plus de 20 000 m2 de hangar et d’atelier[43] ouverts en 2018[28].
- Londres Stansted (Royaume-Uni) à travers la filiale Storm Aviation.
- Manchester (Royaume-Uni) via la filiale Chevron Technical Services : 3 climatiseurs gros porteurs, 6000 m². hangar[41].
- Harbin (Chine) via notre filiale FL ARI : espace hangar et atelier.